# Mikola István
Mikola István Ferenc (Veszprém, 1947. szeptember 8. –) magyar orvos, politikus, 2000-től 2002-ig az Orbán-kormány egészségügyi minisztere, 2006-ban a Fidesz miniszterelnökhelyettes-jelöltje.

## Tanulmányai
A Semmelweis Orvostudományi Egyetemen diplomázott 1972-ben. Később belgyógyászi és infektológus szakvizsgát tett. 1991-ben az USA-ban, majd Kanadában egészségügyi szervezéstan, illetve kórházi menedzsment posztgraduális képzésen vett részt.

## Orvosi pályafutása
1972 és 1990 között az ajkai Magyar Imre Kórház belgyógyász, illetve infektológus szakorvosa. 1981 és 1990 között osztályvezető főorvos. 1989 és 1990 között a kórház főigazgatója is.
1990 és 1995 között a budapesti Szent László Kórház főigazgatója, ezután 1997-ig a Fővárosi és Pest Megyei ÁNTSZ járványügyi osztály vezetője, majd 1999-ig a Nemzetközi Gyógyszergyártók Egyesületének igazgatója. 1999-ben kinevezték az Országos Vérellátó Szolgálat igazgatójává, amely posztot miniszteri kinevezéséig viselte.
Az MTA Környezet és Egészség Bizottság tagja, illetve a Magyar Kórházszövetség elnöke volt. Alapító tagja a Magyar Zoonózis Társaságnak és a Magyar Egészségügyi Társaságnak, valamint főszerkesztője volt a Kórház című szakmai lapnak. Számos (74) orvostudományi publikációt jegyez, munkatársaival több fertőzőbetegség hazai diagnózisát honosították meg, illetve diagnosztizáltak és a szakirodalomban elsőként írtak le (így gyógyíthatóvá tettek) olyan betegséget (humán parapox vírus), amely előtte csak állatokban volt ismert.

## Politikai tevékenysége
1989 és 1990 között az átalakult Hazafias Népfront alelnöke volt. Később belépett a KDNP-be, amelynek 1994 és 1995 között alelnöke volt. Az 1997-es szakadás során kilépett a pártból. A párt 2002-es újjászervezése után elnök-helyettes. 2003-ban a KDNP-ből átlépett a Fidesz-be, ahol az Egészségügyi Egyeztető Fórum vezetője lett.
1991 és 1993 között a társadalombiztosításért felelős kormánybiztos volt.
Az 1994-es országgyűlési választáson egyéni képviselőjelöltként indult a KDNP színeiben, de nem jutott be a parlamentbe.
Gógl Árpád lemondása után 2000-ben kinevezték az Orbán-kormány egészségügyi miniszterének. Hivatali ideje alatt egyezett meg az állam a gyógyszergyártókkal arról, hogy a gyógyszerárak infláció felett nem emelkednek.
Mikola István nevéhez fűződik a rendszerváltás utáni első átfogó jellegű, modern szemléletű, széles szakmai támogatást élvező népegészségügyi program, amely a Egészséges Nemzetért Népegészségügyi Program 2001–2010 címet viselte. A program a megelőzésre helyezte a hangsúlyt, épített a korszak friss tudományos eredményeire és hazai és népegészségügyi statisztikáinak trendjeire. A betegség-megelőzés fontosságát, a dohányzás, alkohol- és kábítószer-fogyasztás csökkentését, a táplálkozás, az élelmiszerbiztonság, a testmozgás, a járványügyi felkészültség, valamint a szűrővizsgálatok szerepét hangsúlyozó szakpolitikai program foglalkozott a gyermekkori egészségneveléssel, a társadalmi különbségek népegészségügyi hatásainak vizsgálatával és mérséklésével, a roma kisebbség által megélt speciális kihívásokkal, a a mentális betegségek megelőzésével, hatékonyabb azonosításával és ellátásával is. A programot az "Egészségesnek lenni jó!" jelmondattal népszerűsítették.
2001-ben – a jobboldali irányítású Szegeden és a baloldali irányítású Kiskunhalason ekkor történnek az első komoly kórházmagánosítási kísérletek – az egészségügyi intézmények privatizációjának híve volt. A szegedi kísérletet „ígéretes”-nek nevezte; és kezdeti ellenkezését megváltoztatva hamarosan megkezdte az ún. első kórháztörvény vagy kórházprivatizációs törvény kidolgozását, aminek terve szeptemberben már nyilvánosságra is került. A terv Mikola szándéka szerint az egészségügyi privatizáció jogi szabályozásának alapja lett volna – az Országgyűlés decemberben el is fogadta.
Mind a törvény, mind egyéb tevékenysége
sok szakmai és politikai vitát váltott ki, a Fidesz frakcióját is megosztotta, viszonya több szakmai szervezettel megromlott és lemondását is felajánlotta Orbán Viktor akkori miniszterelnöknek – ennek ellenére miniszterségét "sikertörténetnek" nevezte, bár közvéleménykutatások szerint utolsó előtti volt a kormánytagok népszerűségi sorrendjében. Posztját a 2002-es kormányváltásig viselte.
A 2002-es önkormányzati választás után rövid ideig a Pest Megyei Közgyűlés tagja volt.
Privatizációpárti hozzáállása már az első kórháztörvény elfogadásakor megváltozott - miután kiderült, hogy kockázatitőke-befektetők állnak számos ügylet mögött - és a szegedi és halasi kísérlet „sikeres megakadályozásáról” beszélt. A kormányváltás után másokkal együtt hevesen bírálta a kormány által elfogadásra benyújtott – és alkotmányossági hibák miatt megbukott – második kórháztörvényt, valamint a kormány későbbi privatizációs politikáját, annak negatívumai miatt.
A 2006-os országgyűlési választás előtt meglepetésre Orbán Viktor, a Fidesz elnöke őt jelölte az újonnan kialakítandó miniszterelnök-helyettesi posztra (a rendszerváltás idején megszüntették ezt a pozíciót).
A kampány során tett kijelentései  gyakran megütközést keltettek; sokak szerint azonban kijelentéseit – kampánycélból – összefüggésükből kiragadva és elferdítve értelmezték. A Fideszen belülről is érték olyan bírálatok, amelyek szerint nyilatkozatai ártottak a párt kampányának.
2006-ban és 2010-ben is pártja Fejér megyei listájának éléről jutott be az Országgyűlésbe. 2006-tól 2010-ig az egészségügyi bizottság alelnöke volt, 2010-től pedig elnöke.
2011 márciusában lemondott képviselői mandátumáról, mivel kinevezték az OECD párizsi magyar nagykövetének.
2014-től biztonságpolitikai és nemzetközi együttműködésért felelős államtitkár. 2018-ban kinevezték canberrai nagykövetté, amely megbízása 2022-ben járt le.

## Családja
Harmadszor is elvált, 3 gyermek édesapja. Öccse, Mikola Bálint, gyógyszerész, a Magyar Gyógyszerész Kamara volt elnöke, unokaöccse a lúgos orvosként elhíresült Bene Krisztián.